# Championnat de Hong Kong de football 1948-1949
Navigation
Saison précédente Saison suivante
La saison 1948-1949 du Championnat de Hong Kong de football est la quatrième édition de la première division à Hong Kong, la Premier Division. Elle regroupe, sous forme d'une poule unique, les treize meilleures équipes du pays qui se rencontrent deux fois, à domicile et à l'extérieur. Il n'y a ni promotion, ni relégation en fin de saison.
C'est le club de South China AA qui remporte le championnat cette saison après avoir terminé en tête du classement final, avec quatre points d'avance sur Kowloon Motor Bus FC et six sur Chinese AA. C'est le tout premier titre de champion de Hong Kong de l'histoire du club.
Les clubs rattachés à l'armée fusionnent pour ne former qu'une seule équipe, baptisée Army XI. De plus, le club de Sing Tao SC déclare forfait avant le début de la compétition et est remplacée par l'équipe réserve de South China AA, South China B.

## Clubs participants
- Kitchee SC
- Kowloon Motor Bus FC
- Chinese AA
- South China AA
- Eastern AA
- Saint Joseph's FC
- Hong Kong FC
- South China B
- Kwong Wah AA
- Army XI[1]
- Royal Air Force FC
- Hong Kong Police FC
- Royal Navy FC

## Compétition
Le barème de points servant à établir les classements se décompose ainsi :
- Victoire : 2 points
- Match nul : 1 point
- Défaite : 0 point

### Classement
| Rang | Équipe               | Pts | J  | G  | N | P  | Bp | Bc | Diff |
| ---- | -------------------- | --- | -- | -- | - | -- | -- | -- | ---- |
| 1    | South China AA       | 42  | 23 | 20 | 2 | 1  | 70 | 17 | +53  |
| 2    | Kowloon Motor Bus FC | 38  | 24 | 19 | 0 | 5  | 82 | 29 | +53  |
| 3    | Chinese AA           | 36  | 24 | 16 | 4 | 4  | 52 | 28 | +24  |
| 4    | Army XI              | 33  | 24 | 14 | 5 | 5  | 57 | 42 | +15  |
| 5    | Kitchee SCT          | 29  | 24 | 14 | 1 | 9  | 70 | 48 | +22  |
| 6    | Hong Kong FC         | 22  | 23 | 10 | 2 | 11 | 60 | 49 | +11  |
| 7    | South China B        | 22  | 24 | 8  | 6 | 10 | 54 | 59 | -5   |
| 8    | Saint Joseph's FC    | 19  | 23 | 8  | 3 | 12 | 47 | 55 | -8   |
| 9    | Eastern AA           | 18  | 24 | 8  | 2 | 14 | 49 | 63 | -14  |
| 10   | Royal Navy FC        | 16  | 23 | 6  | 4 | 13 | 30 | 55 | -25  |
| 11   | Hong Kong Police FC  | 12  | 22 | 4  | 4 | 14 | 41 | 71 | -30  |
| 12   | Royal Air Force FC   | 11  | 24 | 4  | 3 | 17 | 35 | 87 | -52  |
| 13   | Kwong Wah AA         | 6   | 22 | 2  | 2 | 18 | 24 | 68 | -44  |

|  | Champion de Hong Kong 1949                         |
|  | T : Tenant du titre P : Promu de deuxième division |

## Bilan de la saison
| Championnat de Hong Kong de football 1948-1949 |                            |
| Champion                                       | South China AA (1er titre) |
| Coupes et trophées                             |                            |
| Vainqueur de la Coupe de Hong Kong 1948-1949   | Non disputée               |